# Tony Croatto
Hermes Davide Fastino Croatto Martinis, más conocido como Tony Croatto (Attimis, Italia; 2 de marzo de 1940-Carolina, Puerto Rico; 3 de abril de 2005), fue un cantante y compositor italiano, conocido por ser integrante de la banda uruguaya Los TNT y sus interpretaciones de la música folclórica puertorriqueña. También fue un presentador de televisión. Representó a España en el Festival de la Canción de Eurovisión de 1964 junto a sus hermanos Argentina y Edelweiss Croatto como parte de Los TNT, donde interpretaron la canción «Caracola».

## Biografía
Tony Croatto nació en Attimis, una comune de la provincia de Údine, Italia. La familia de Croatto se mudó a la ciudad fronteriza de La Paz, Uruguay, cuando tenía 9 años. A pesar de ser criado como carpintero, leñador y granjero, la música fue gran parte de su hogar. En 1959, a los 19 años, creó su primer grupo de música pop junto a su hermano Edelweiss (apodado «Tim») y su hermana Argentina (apodada «Nelly»), llamado Los TNT, acrónimo formado sus apodos Tim, Nelly y Tony. El grupo se formó por la insistencia de Nelly; su madre no estuvo de acuerdo en que Nelly (que entonces tenía 15 años y quería ser cantante) fuera de tour sola, y solo le permitiría cantar en público con sus hermanos como apoyo. El grupo finalmente se formó y desarrolló un fuerte seguimiento, primero en Uruguay, luego en Argentina y finalmente en España, donde se mudaron mientras su popularidad se disparaba.

### Los TNT

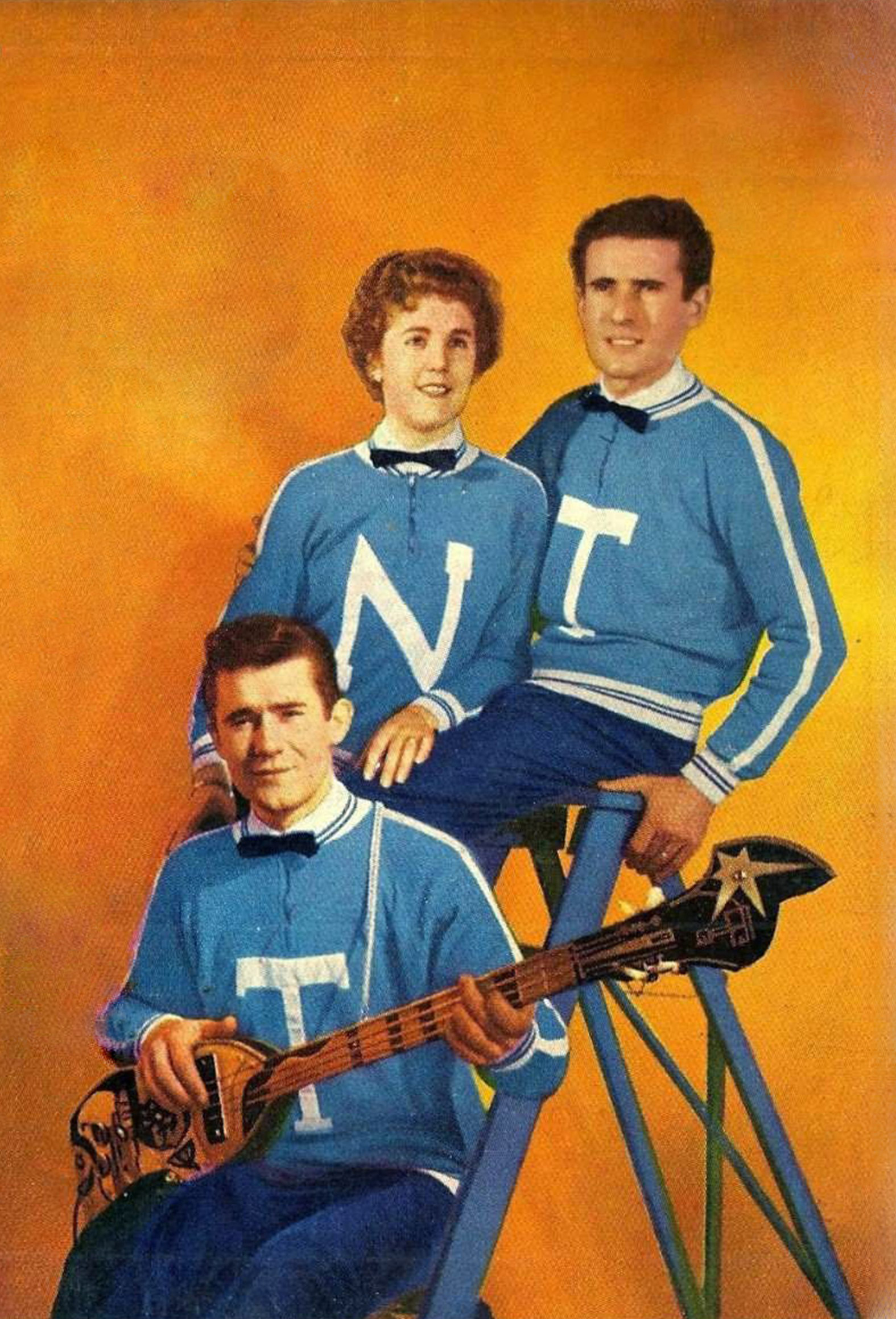
Tony Croatto (abajo), junto a su hermana y su hermano, como parte de Los TNT.

Los TNT eran conocidos por sus armonías vocales, su química en el escenario y la voz de Nelly y su personalidad magnética. En esa época Tony declaró una vez que estaba feliz cantando simplemente de fondo y tocando la guitarra, diciendo que era algo tímido. Finalmente, desarrolló una fuerte presencia escénica, la cual le permitió hacerse cargo de las voces principales en algunas ocasiones.
En 1960, Los TNT grabaron la canción «Eso», escrita por los compositores de tango Virgilio y Homero Expósito para RCA Records, que vendió más de 100 000 copias en solo ese país. Fueron parte de la primera emisión de la estación de televisión de Argentina, Canal 9. Sus apariciones personales fueron atendidas sólidamente, y su popularidad aseguró el éxito de una campaña que hicieron para la cervecería argentina Cerveza Quilmes. El grupo también fue popular en Venezuela, Colombia, Perú, Chile y México, donde fueron de tour. Sus grabaciones LP para RCA Victor fueron rápidos éxitos de ventas en toda América Latina. Incluso aparecieron en la película Fiebre de Juventud, junto al ídolo pop mexicano Enrique Guzmán, en 1962.
Tras alcanzar algo de éxito en España, Los TNT se mudaron allí en 1963. Fueron tan lejos que representaron al país en el Festival de la Canción de Eurovisión de 1964 en Copenhague con la canción «Caracola», donde tuvieron que presentarse como «Nelly acompañada de Tim y Tony», debido a que el reglamento de esa época solo permitía a solistas y dúos acompañados o no de coros. Tony declaró en una ocasión que el grupo fue escogido internamente por TVE para sustituir a los ganadores de la final nacional española de ese año, Michel y Teresa María. TVE cambió la selección de los artistas habitual para el festival, en el que cantaron lo que era originalmente una balada lenta, «Caracola», escrita por la compositora española Fina de Calderón. Tony y sus hermanos sospecharon que un desastre estaba a punto de ocurrir. Quedaron en 12.º puesto con solo 1 punto. Decepcionados por su posición en la competición y la reacción de España, su deseo de ir de tour y grabar allí disminuyó con el tiempo. Volvieron a Argentina en 1965. Tim dejó el grupo un año más tarde y volvió a su país natal Italia para convertirse en promotor de conciertos.

### El dúo de Nelly y Tony
Tras retirarse Tim del grupo, Nelly y Tony formaron un dúo llamado «Nelly y Tony». En 1968, tras viajar a través de América del Sur y pasar dos años en Venezuela con su entonces esposa Raquel Montero (actriz argentina de telenovela con la que tuvo a sus hijos Mara y Alejandro Croatto), Tony se mudó a lo que se convertiría finalmente en su tierra adoptiva, Puerto Rico, cuando Nelly y Tony fueron contratados por el promotor puertorriqueño Alfred D. Herger para aparecer en su popular serie de televisión. Nelly y Tony actuarían juntos hasta 1974, cuando Nelly contrajo nupcias con un cirujano puertorriqueño, se retiró de la música pop y se mudó a los Estados Unidos, donde vive actualmente en la ciudad de Redlands, California.
Mientras actuaba con su hermana en el Teatro Puerto Rico en 1973 en Nueva York, Tony fue presentado con el vocalista puertorriqueño criado en Nueva York Roberto Tirado, quien le sugirió que compusiera una canción para su ídolo Lucecita Benítez, que estaba pasando por un mal momento en su carrera. Tony aceptó y, junto al poeta David Ortiz, escribió su éxito número uno «Soy De Una Raza Pura». Esa sería la única canción que Benítez reclamaría como su canción de apertura por varios años.
Cuando empezó a ser casi tan exitoso en Puerto Rico cantando con su hermana como lo era en otros países, Tony Croatto estuvo muy impresionado por los cantantes jíbaro puertorriqueños, que podían improvisar décimas, algo que le recordaba a los payadores de Uruguay y Argentina que solía escuchar cuando crecía. También encontró una riqueza en las tradiciones musicales de Puerto Rico que, declaró, era extremadamente raro en cualquier lugar de América Latina. Empezó a cantar música típica puertorriqueña con Nelly, y se dieron cuenta de que el tratamiento pop de estas canciones estaba más en demanda que el material pop que cantaban juntos normalmente. También estuvo bastante sorprendido por las gentes puertorriqueñas quienes, según dice, lo trataron mejor en su primera noche en la isla que lo que había experimentado en los demás países. Eso, más varias razones personales, lo convencieron para quedarse en Puerto Rico definitivamente, yendo tan lejos que decía que era un «puertorriqueño nacido de nuevo». Su esposa Raquel Montero también se quedó permanentemente en Puerto Rico, incluso después de divorciarse de Croatto.

### Haciendo Punto
Croatto entonces formó el grupo Haciendo Punto en Otro Son, famoso por sus canciones (particularmente las canciones de protesta), que fueron compuestas e interpretadas en la tradición Nueva Trova. Se unió a los cantantes Silverio Pérez, Josy Latorre, Irvin García y Nano Cabrera. El grupo era muy heterogéneo: el punto fuerte de Pérez era la música típica del jíbaro, Latorre fue una cantante entrenada clásicamente, Cabrera era un roquero y García fue un percusionista de salsa y cantante, pero la gran experiencia de Croatto con la música pop (según Pérez) marcó toda la diferencia en el éxito del grupo. Croatto fue instrumental en los aspectos musicales y técnicos del grupo, no solo como cantante, guitarrista y tecladista, sino también como arreglista, productor y técnico de estudio. De hecho, fundó una discográfica en aquel entonces, llamada Artomax, que fue financiada por el cantante local Chucho Avellanet y el productor local Tomás Figueroa.

### Tony en solitario
Su primera grabación en solitario, incluyendo sintetizadores e instrumentos típicos puertorriqueños, fue bien recibida por el público. Desde entonces fue bien considerado por sus interpretaciones de música típica puertorriqueña, que abarcó más de treinta álbumes.
Croatto trabajó en Puerto Rico rehaciendo modelos puertorriqueños como el modelo plena «La Máquina» y un popurrí de plenas por César Concepción, ambos con arreglos pop. También hizo una adaptación de «El Cocuy Que Alumbra» de la banda parranda Un Solo Pueblo, que fue llamada «A Correr Sabana», con letra del compositor de salsa Tite Curet Alonso. Curet y Croatto escribieron otra canción sobre el cocuy (luciérnaga) juntos, esta vez una original llamada «Cucubano». Esta canción también fue versionada por la boy band puertorriqueña Menudo
En 1985, Croatto grabó «El Niñito Jesús», también conocido como «Se llama Jesús», lanzado durante Navidad, que hablaba sobre un pobre y hambriento niño llamado Jesús, con pantalones desgastados y sin zapatos, que entra a casa de unos benefactores mendigando atención, mientras que la gente de la casa lo rechaza, primero eufemísticamente y luego abiertamente.
Croatto se divorció de Montero y se casó con la excantante y actriz Glorivee (Gloria Esther Viera Pantojas) en 1979. Su hijo Hermes Gabriel nació durante su matrimonio. Croatto se identificó a sí mismo como católico, aunque no pudiera participar en los rituales de la Iglesia completamente debido a su estado de hombre divorciado. Para compensar esto y contribuir a su fe, grabó «Creo en Dios», lo que le daría uno de sus últimos éxitos.
Croatto grabó versiones musicales de poemas y nanas escritas por Georgina Lázaro, una poetisa puertorriqueña cuyos trabajos estaban destinados a niños pequeños.
Glorivee sufrió cáncer de cerebro, del cual se recuperó con éxito. Más tarde, Croatto se divorció de Glorivee y se casó con Lillian Arroyo. Finalmente se mudó a Carolina, Puerto Rico, donde pasó sus últimos años.

### Desde mi pueblo
Paralelo a su carrera como cantante, Croatto también se convirtió en presentador en Desde mi pueblo, un programa de variedades y documental que se emitió semanalmente en WIPR-TV. Sus copresentadores fueron el cómico local Luis Antonio Rivera (Yoyo Boing), la ex Miss Universo 1985 Deborah Carthy-Deu y María Falcón. El concepto del programa suponía viajar a diferentes municipios de Puerto Rico cada semana y realzar todos los aspectos culturales de cada uno. Dado el hecho de que el país tiene 78 municipios, hubo material suficiente para mostrar e investigar durante un plazo de seis años. Carthy declaró que Croatto estaba verdaderamente interesado en investigar cada programa cuidadosamente, y sabía más de la cultura puertorriqueña que el resto de los productores del programa, co organizadores y el equipo de grabación. Debido a su pasado como granjero, Croatto estaba muy interesado en los asuntos de agricultura.

### Muerte y legado
Croatto, que fumó durante toda su vida, fue diagnosticado en 2005 con cáncer de pulmón y cerebro. Rechazó los tratamientos médicos, optando por tratamientos naturales. Esperó que su salud mejorara finalmente, pero probablemente no era consciente de lo mal que estaba, ya que su fallecimiento ocurrió tres semanas más tarde. Croatto dictó una carta en los periódicos locales para notificar al público de su estado y dejó un mensaje de gratitud a la gente de Puerto Rico que lo adoptó como hijo y patriota:

Tengo 65 años y eso me pone en una perspectiva más seria, más reflexiva. En términos generales me siento feliz de cómo he vivido, aunque siempre hay cosas que me hubieran gustado mejorar
Tony Croatto

Tras solicitar poder salir del hospital para pasar sus últimos días con su familia, Croatto murió el 3 de abril de 2005. Sus excompañeros de Haciendo Punto habían organizado un concierto benéfico para él la noche anterior, que fue lanzado posteriormente en DVD. Como regalo para ellos, la compañía de producción les proporcionó un canal de audio en vivo, lo que se convertiría en el lecho de muerte de Croatto; se dice que Croatto sonrió cuando la banda pidió al público una ovación de pie, justo antes de perder la consciencia por última vez.
Su funeral tuvo lugar en el Instituto de Cultura Puertorriqueña, y se organizó un funeral de Estado. Miles de puertorriqueños pagaron y le acompañaron en la procesión del funeral hacia su entierro en el Cementerio Santa María Magdalena de Pazzis, localizado en el antiguo San Juan.
Siempre será recordado por cómo reavivó y aumentó en los puertorriqueños el amor por su país, su naturaleza y el concepto jíbaro, sin colores políticos ni creencias.

## Premios
La hija de Croatto, Mara Croatto, nacida en Venezuela, es una famosa actriz que se considera a sí misma puertorriqueña.
En 2000, la ciudad de San Juan proclamó a Tony Croatto como hijo adoptivo.